# Dartchery op de Paralympische Zomerspelen 1980
De VIe Paralympische Spelen werden in 1980 gehouden in Arnhem en Veenendaal, Nederland. Dartchery was een van de 13 sporten tijdens deze spelen. Het was de laatste keer dat deze sport op het programma stond. Er stonden 3 evenementen op het programma.

## Mannen

### Paren
| Klasse | land | Goud | land | Zilver | land | Brons |
| ------ | ---- | ---- | ---- | ------ | ---- | ----- |
| open   | FRG  | ?    | NOR  | ?      | USA  | ?     |

## Vrouwen

### Paren
| Klasse | land | Goud | land | Zilver | land | Brons |
| ------ | ---- | ---- | ---- | ------ | ---- | ----- |
| open   | FIN  | ?    | NZL  | ?      | GBR  | ?     |

## Gemengd

### Paren
| Klasse | land | Goud | land | Zilver | land | Brons |
| ------ | ---- | ---- | ---- | ------ | ---- | ----- |
| open   | SWE  | ?    | BEL  | ?      | NOR  | ?     |

Atletiek · Basketbal · Boogschieten · Dartchery · Gewichtheffen · Goalball · Koersbal · Schermen · Schietsport · Tafeltennis · Volleybal · Worstelen · Zwemmen
Rome 1960 ·
Tokio 1964 ·
Tel Aviv 1968 ·
Heidelberg 1972 ·
Toronto 1976 ·
Arnhem 1980